# Leighton Hope
Leighton Hope (* 4. November 1952 in Kingston, Jamaika) ist ein ehemaliger kanadischer Sprinter, der sich auf den 400-Meter-Lauf spezialisiert hatte.
Bei den Olympischen Spielen 1976 in Montreal kam er im Finale der 4-mal-400-Meter-Staffel mit Ian Seale, Don Domansky und Bryan Saunders auf den vierten Platz, wobei das kanadische Quartett mit 3:02,64 min den aktuellen Landesrekord aufstellte.
1971 wurde er Kanadischer Meister. Seine persönliche Bestzeit von 46,79 s stellte er 1979 auf.